# Memzorga Lagumado
 (janvier 2021).
Si vous disposez d'ouvrages ou d'articles de référence ou si vous connaissez des sites web de qualité traitant du thème abordé ici, merci de compléter l'article en donnant les références utiles à sa vérifiabilité et en les liant à la section « Notes et références ».

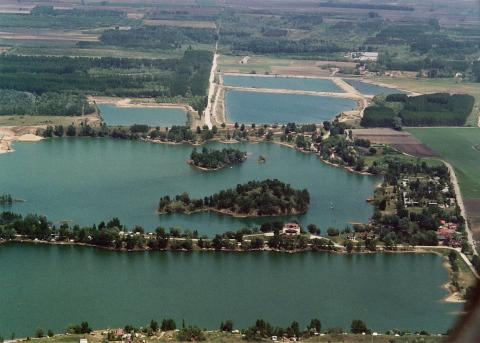
Lacs dans la région de Délegyháza.

Memzorga Lagumado (MELA) est une rencontre internationale espérantophone en plein air et volontiers naturiste organisée chaque année en Hongrie.

## Présentation
Le nom Memzorga Lagumado est difficilement traduisible en français. L'adjectif memzorga fait référence à l'autogestion ou l'autosuffisance tandis que la lagumado désigne toute activité humaine lacustre et pourrait vouloir dire dans ce contexte « profiter d'un lac ».
La rencontre a lieu pendant juillet-août à côté de Délegyháza à 34 km au sud de Budapest. C'est un camping commun de généralement quelques dizaines de personnes. L'accès à la rencontre est totalement gratuite et le site est desservi par des transports en commun. Les participants doivent transporter leur propre matériel (tente, sacs de couchage, matelas) pour bivouaquer sur place. 
L'accent est mis sur l'art de vivre ensemble dans la nature entre personnes de différentes origines. Les conditions de conforts sont minimales (pas de toilettes ni de douches) et les commerces sont assez éloignés pour une immersion totale dans l'environnement naturel. À cause du naturisme courant lors de la rencontre, les prises de photos et leurs éventuelles publications ultérieures doivent être faits avec l'accord des personnes concernées.
Les activités consistent dans des randonnées et un bivouac autour d'un lac utilisé pour la baignade. Les bains de soleil et les bains de boue sont des passe-temps pratiqués.